# Camene

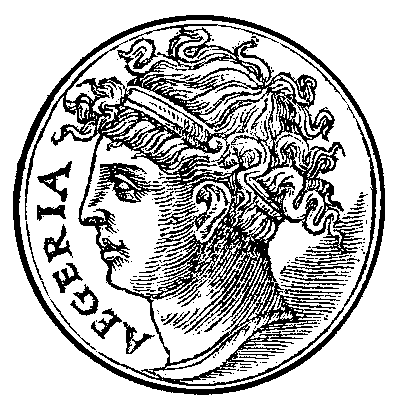
Un desen din sec. al XVI-lea al Egeriei de Guillaume Rouillé

Camenele erau echivalentele în mitologia romană ale muzelor din mitologia greacă. Acestea erau zeițele nașterilor și ale fântânilor, precum și zeițe profetice.
Existau patru Camenae: 
- Carmenta, sau Carmentis
- Egeria, Ægeria sau Aegeria
- Antevorta sau Porrima
- Postverta, Postvorta sau Prorsa

## Legături externe
- Camene Arhivat în 12 noiembrie 2010, la Wayback Machine. la Myth Index